# ورقة 100 يورو
ورقة المائة يورو (€100) واحدة من أوراق اليورو النقدية ذات القيمة الأعلى استُخدمت منذ تقديم اليورو (في شكله النقدي) في عام 2002. تُستخدم الورقة النقدية في 25 دولة (وكوسوفو) التي تبنت اليورو كعملة وحيدة لها، والتي تمثل حوالي 350 مليون نسمة. في يوليو 2024، قُدر عدد الأوراق النقدية من فئة مائة يورو المتداولة في منطقة اليورو بـ 3,987,000,000 ورقة. تُعد هذه الورقة ثالث أكثر الفئات تداولًا، حيث تُمثل 13.3% من إجمالي الأوراق النقدية.
كُشف عن تصميم ورقة نقدية بقيمة 100 يورو من سلسلة أوروبا في 17 سبتمبر 2018 وأُطلقت في 28 مايو 2019.

## تاريخ
طبُق اليورو في 1 يناير 1999، عندما أصبح عملة لأكثر من 300 مليون شخص في أوروبا. خلال السنوات الثلاث الأولى من وجوده، كان عملة غير مرئية، تُستخدم فقط في المحاسبة. لم يُقدم النقد باليورو حتى 1 يناير 2002، عندما حل محل الأوراق النقدية والعملات الوطنية للدول في منطقة اليورو 12، مثل الفرنك الفرنسي والبيزيتا الإسبانية.
انضمت سلوفينيا إلى منطقة اليورو في عام 2007، قبرص ومالطا في عام 2008، سلوفاكيا في عام 2009، إستونيا في عام 2011، لاتفيا في عام 2014، ليتوانيا في عام 2015 وكرواتيا في عام 2023.

### فترة التحول
استمرت فترة التحويل التي استبدل خلالها الأوراق النقدية والعملات المعدنية القديمة بعملات اليورو حوالي شهرين، من 1 يناير 2002 حتى 28 فبراير 2002. تفاوت التاريخ الرسمي الذي توقفت فيه العملات الوطنية عن كونها عملة قانونية من دولة عضو إلى أخرى. أقدم تاريخ في ألمانيا، حيث توقفت العلامة رسميًا عن كونها عملة قانونية في 31 ديسمبر 2001، على الرغم من أن فترة التبادل استمرت لمدة شهرين إضافيين. وحتى بعد توقف العملات القديمة عن كونها عملة قانونية، استمرت البنوك المركزية الوطنية في قبولها لفترات تتراوح بين عشر سنوات وإلى الأبد.

### التغييرات
تحمل الأوراق النقدية المطبوعة قبل نوفمبر 2003 توقيع أول رئيس للبنك المركزي الأوروبي، ويم دويسنبرج، الذي استبدل في 1 نوفمبر 2003 بجان كلود تريشيه، يظهر توقيعه على الإصدارات من نوفمبر 2003 إلى مارس 2012. تحمل الأوراق النقدية الصادرة بعد مارس 2012 توقيع رئيس البنك المركزي الأوروبي الثالث ماريو دراجي.
حتى مايو 2013، كانت هناك سلسلة واحدة فقط من أوراق اليورو النقدية، مع ذلك، كان المخطط إصدار سلسلة جديدة، مماثلة للسلسلة الأولى. تُستبدل الأوراق النقدية بترتيب تصاعدي. لذلك، أول ورقة نقدية جديدة هي ورقة الخمسة يورو التي كانت متداولة منذ 2 مايو 2013. أُعلن عن تصميمها الجديد في 10 يناير 2013 في المتحف الأثري في فرانكفورت (ألمانيا). على الرغم من التشابه الواسع مع الأوراق النقدية السابقة، فإن التغييرات الطفيفة في التصميم تشمل خريطة محدثة وصورة ثلاثية الأبعاد لأوروبا. علاوة على ذلك، تعكس الأوراق النقدية الجديدة توسع الاتحاد الأوروبي؛ لا تشمل الإصدارات السابقة الأعضاء قبرص ومالطا (قبرص خارج الخريطة إلى الشرق وكانت مالطا صغيرة جدًا بحيث لا يمكن تصويرها). هذه هي المرة الأولى التي يُستخدم فيها الأبجدية السيريلية البلغارية على الأوراق النقدية نتيجة انضمام بلغاريا إلى الاتحاد الأوروبي في عام 2007. وبالتالي، تتضمن السلسلة الجديدة من الأوراق النقدية باليورو "ЕВРО"، وهو التهجئة البلغارية لكلمة EURO بالإضافة إلى الاختصار "ЕЦБ" (اختصار لـ Европейска централна банка باللغة البلغارية).
كُشف عن تصميم ورقة نقدية من فئة 100 يورو من سلسلة أوروبا في 17 سبتمبر 2018، طُرحت في 28 مايو 2019. تُعتبر أوراق السلسلة الأولى عملة قانونية، وستحتفظ بقيمتها دائمًا. ستستمر في التداول إلى جانب سلسلة أوروبا حتى نفاد المخزون المتبقي.
ابتداءً من عام 2020، بدأ توقيع كريستين لاجارد بالظهور تدريجيًا على الأوراق النقدية التي دخلت التداول، لِتصبح بذلك التوقيع الرابع الذي يظهر على الأوراق النقدية لليورو.

## تصميم

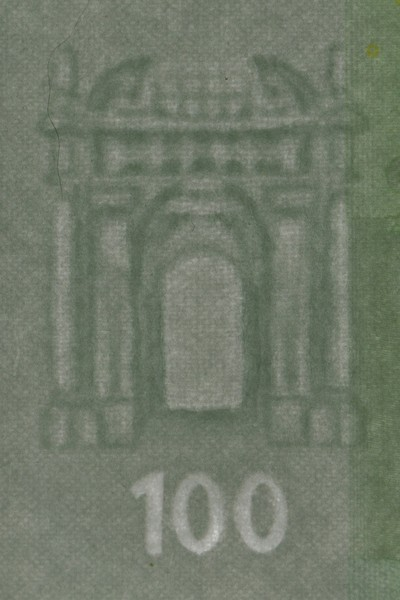
العلامة المائية على ورقة الـ 100 يورو

يبلغ طول ورقة المائة يورو 147 مليمتر (5.8 بوصة) × 82 مليمتر (3.2 بوصة) تُصور جميع الأوراق النقدية الجسور والأقواس/الأبواب بأسلوب أوروبي تاريخي مختلف؛ تُظهر ورقة المائة يورو الطراز الباروكي والروكوكو (القرنين السابع عشر والثامن عشر). على الرغم من أن التصميمات الأصلية لروبرت كالينا كانت تهدف إلى إظهار المعالم الحقيقية، أنه لأسباب سياسية فإن الجسر والفن مجرد أمثلة افتراضية للعصر المعماري.
مثل جميع أوراق اليورو، تحتوي هذه الورقة على الفئة، علم الاتحاد الأوروبي، توقيع رئيس البنك المركزي الأوروبي، الأحرف الأولى من البنك المذكور باللغات المختلفة للاتحاد الأوروبي، خريطة أوروبا، تصوير لأقاليم الاتحاد الأوروبي في الخارج، النجوم من علم الاتحاد الأوروبي واثني عشر ميزة أمنية كما هو مذكور أدناه.

### ميزات الأمان (السلسلة الأولى)

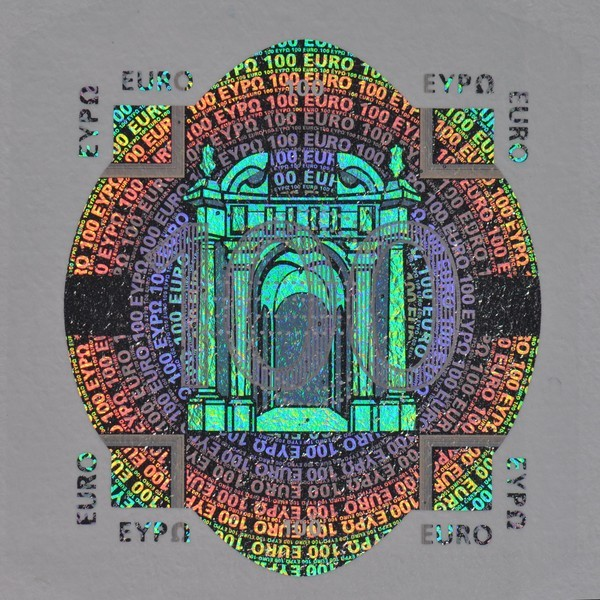
الهولوغرام على ورقة الـ 100 يورو

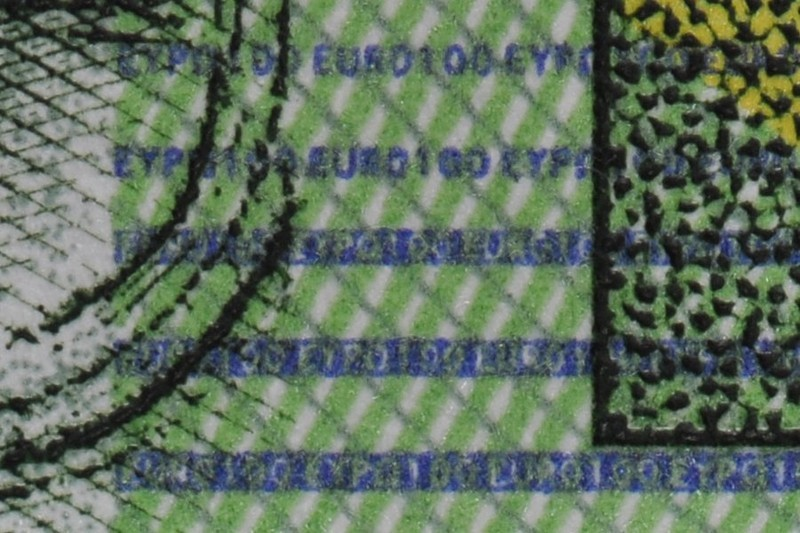
الطباعة الدقيقة على ورقة الـ 100 يورو

ورقة المائة يورو محمية بـ:
- حبر متغير اللون[33] مستخدم على الرقم الموجود على ظهر الورقة النقدية، يبدو أنه يتغير لونه من الأرجواني إلى البني، عند إمالة الورقة النقدية.[34]
- يظهر الرقم الشفاف[31] المطبوع في الزاوية العلوية من الورقة النقدية، على كلا الجانبين، وكأنه يتحد بشكل مثالي لتشكيل رقم القيمة عند وضعه في مواجهة الضوء.[35]
- شريط لامع،[31] يقع في الجزء الخلفي من الورقة النقدية، ويظهر رقم القيمة ورمز اليورو.[31]
- صورة ثلاثية الأبعاد،[31] مستخدمة في الملاحظة التي يبدو أنها ترى صورة ثلاثية الأبعاد تتغير بين القيمة والنافذة أو المدخل، لكن في الخلفية، يبدو أنها عبارة عن دوائر متحدة المركز بألوان قوس قزح من الحروف الصغيرة تتحرك من المركز إلى حواف الرقعة.[34]
- كوكبة EURion؛[31] كوكبة EURion هي نمط من الرموز الموجودة على عدد من تصميمات الأوراق النقدية في جميع أنحاء العالم منذ عام 1996 تقريبًا. تُضاف لمساعدة البرامج في اكتشاف وجود ورقة نقدية في صورة رقمية.[31]
- العلامات المائية،[31] تظهر عند رفعها إلى الضوء.[31]
- الطباعة البارزة[31] في الصورة الرئيسية، ستُرفع الحروف وأرقام القيمة على مقدمة الأوراق النقدية.[36]
- حبر الأشعة فوق البنفسجية؛[31] الورقة نفسها لا تتوهج، وتظهر الألياف المضمنة في الورقة، وتكون ملونة باللون الأحمر، الأزرق والأخضر، وعلم الاتحاد الأوروبي أخضر وبه نجوم برتقالية، يتحول توقيع رئيس البنك المركزي الأوروبي، ماريو دراجي حاليًا، إلى اللون الأخضر، تتوهج النجوم الكبيرة الدوائر الصغيرة على الواجهة الأمامية، الخريطة الأوروبية الجسر، ورقم القيمة على الظهر باللون الأصفر.[37]
- طباعة مجهرية،[31] توجد طباعة مجهرية على أجزاء مختلفة من الأوراق النقدية، على سبيل المثال، داخل كلمة "ΕΥΡΩ" (يورو بالأحرف اليونانية) على الوجه الأمامي. النص المصغر واضح، ولكنه غير ضبابي.[37]
- خيط أمان،[31] مُدمج في ورقة العملة. يظهر الخيط كخط داكن عند تسليط الضوء عليه. كلمة "EURO" والقيمة محفورتان بأحرف صغيرة على الخيط.[35]
- ثقوب[31] في الهولوغرام تُشكل رمز اليورو. كما توجد أرقام صغيرة تُشير إلى القيمة.[35]
- سطح غير لامع؛[31] ورق الملاحظات مصنوع من القطن الخالص، يبدو مقرمشًا وصلبًا، ولكن ليس مترهلًا أو شمعيًا.[36]
- الباركود،[31]
- رقم تسلسلي.[31]

### ميزات الأمان (سلسلة أوروبا)
تتكون أوراق النقد فئة 100 يورو من ألياف قطنية نقية، مما يحسّن من متانتها بالإضافة إلى منح الأوراق النقدية ملمسًا مميزًا. يقع رمز الطابعة على يمين نجمة الساعة التاسعة.

## التداول
يراقب البنك المركزي الأوروبي عن كثب تداول ومخزون عملات اليورو المعدنية والورقية. من مهام نظام اليورو ضمان إمداد فعال وسلس لأوراق اليورو النقدية والحفاظ على سلامتها في جميع أنحاء منطقة اليورو.
في ديسمبر 2023، كان هناك 3,949,538,638 ورقة نقدية من فئة مائة يورو متداولة في جميع أنحاء منطقة اليورو، بقيمة إجمالية قدرها 394,953,863,800 يورو.
هذا رقم صافٍ، أي عدد الأوراق النقدية التي أصدرتها البنوك المركزية في نظام اليورو، دون مزيد من التمييز بشأن من يحتفظ بالعملة المصدرة، وبالتالي يشمل أيضًا الأسهم التي تحتفظ بها مؤسسات الائتمان.
فضلاً عن تاريخ طرح المجموعة الأولى في يناير 2002، فإن نشر الأرقام أكثر أهمية من خلال العدد الأقصى من الأوراق النقدية التي تُجمع كل عام. الرقم أعلى في نهاية العام.
الأرقام هي كما يلي:
| تاريخ       | الأوراق النقدية | القيمة €        | تاريخ       | الأوراق النقدية | القيمة €        |
| ----------- | --------------- | --------------- | ----------- | --------------- | --------------- |
| يناير 2002  | 364,031,436     | 36,403,143,600  | ديسمبر 2010 | 1,551,066,921   | 155,106,692,100 |
| ديسمبر 2002 | 673,170,705     | 67,317,070,500  | ديسمبر 2011 | 1,649,945,591   | 164,994,559,100 |
| ديسمبر 2003 | 809,767,028     | 80,976,702,800  | ديسمبر 2012 | 1,706,141,626   | 170,614,162,600 |
| ديسمبر 2004 | 919,398,800     | 91,939,880,000  | ديسمبر 2013 | 1,850,015,381   | 185,001,538,100 |
| ديسمبر 2005 | 1,018,442,381   | 101,844,238,100 | ديسمبر 2014 | 2,016,165,717   | 201,616,571,700 |
| ديسمبر 2006 | 1,116,412,654   | 111,641,265,400 | ديسمبر 2015 | 2,144,782,443   | 214,478,244,300 |
| ديسمبر 2007 | 1,209,329,905   | 120,932,990,500 | ديسمبر 2016 | 2,432,578,136   | 243,257,813,600 |
| ديسمبر 2008 | 1,381,014,947   | 138,101,494,700 | ديسمبر 2017 | 2,623,675,137   | 262,367,513,700 |
| ديسمبر 2009 | 1,471,861,127   | 147,186,112,700 | ديسمبر 2018 | 2,804,486,391   | 280,448,639,100 |

في 28 مايو 2019، صدرت سلسلة جديدة بعنوان "أوروبا".
صدرت السلسلة الأولى من الأوراق النقدية بالتزامن مع تلك الخاصة بسلسلة "أوروبا" لعدة أسابيع حتى استنفاد المخزونات الموجودة، ثم سُحبت تدريجيًا من التداول. وبالتالي فإن السلسلتين تسيران بالتوازي، ولكن النسبة تميل حتما إلى انخفاض حاد في السلسلة الأولى.
| تاريخ       | الأوراق النقدية | القيمة €        | باقي السلسلة '1' | القيمة €        | حَجم   |
| ----------- | --------------- | --------------- | ---------------- | --------------- | ----- |
| ديسمبر 2019 | 3,051,003,315   | 305,100,331,500 | 2,519,442,151    | 251,944,215,100 | 82.6% |
| ديسمبر 2020 | 3,366,199,769   | 336,619,976,900 | 2,260,239,741    | 226,023,974,100 | 67.1% |
| ديسمبر 2021 | 3,668,655,199   | 366,865,519,900 | 2,056,740,830    | 205,674,083,000 | 56.1% |
| ديسمبر 2022 | 3,928,099,612   | 392,809,961,200 | 1,813,369,801    | 181,336,980,100 | 46.2% |
| ديسمبر 2023 | 3,949,538,638   | 394,953,863,800 | 1,592,787,151    | 159,278,715,100 | 40.3% |

الأرقام الأخيرة التي قدمها البنك المركزي الأوروبي هي التالية:
| تاريخ      | الأوراق النقدية | القيمة €        | باقي السلسلة '1' | القيمة €        | حَجم   |
| ---------- | --------------- | --------------- | ---------------- | --------------- | ----- |
| يوليو 2024 | 3,986,524,171   | 398,652,417,100 | 1,487,169,987    | 148,716,998,700 | 37.3% |

## المعلومات القانونية
قانونيًا، يحق لكل من البنك المركزي الأوروبي والبنوك المركزية لدول منطقة اليورو إصدار الأوراق النقدية السبعة المختلفة لليورو. عمليًا، تُصدر البنوك المركزية الوطنية في المنطقة الأوراق النقدية لليورو وتسحبها فعليًا. لا يمتلك البنك المركزي الأوروبي مكتبًا للصرافة، ولا يُشارك في أي عمليات نقدية.

## التتبع
هناك العديد من المجتمعات البشرية على المستوى الأوروبي، ومعظمها EuroBillTracker، التي، تتبع كهواية، الأوراق النقدية باليورو التي تمر بين أيديهم، لتتبع ومعرفة إلى أين يسافرون أو سافروا. الهدف هو تسجيل أكبر عدد ممكن من الأوراق النقدية من أجل معرفة تفاصيل حول انتشارها، مثل من أين وإلى أين يسافرون بشكل عام، ومتابعتها، مثل مكان رؤية تذكرة على وجه الخصوص، وإنشاء إحصائيات وتصنيفات، على سبيل المثال، في أي البلدان يوجد المزيد من التذاكر. سجل EuroBillTracker أكثر من 176 مليون ورقة نقدية اعتبارًا من مايو 2018، بقيمة تزيد عن 3.257 مليار يورو.

## روابط خارجية
- وسائط متعلقة بـ ورقة 100 يورو في كومنز.